# Воротников, Николай Александрович
Николай Александрович Воротников - советский хозяйственный, государственный и политический деятель.

## Биография
Родился в 1905 году в Томске. Член ВКП(б) с 1925 года.
Участник Гражданской войны. С 1923 года - на хозяйственной, общественной и политической работе. В 1923-1941 гг. — делопроизводитель волисполкома, волостной организатор молодежи волкома ВКП(б) села Молчаново Томской губернии, ответственный секретарь Кривошеинского, Богородского волкома РКСМ, помощник и замначальника изолятора спецназначения, заместитель начальника административного отдела ЦИК Якутской АССР, начальник административного отдела города Незаметный Алданского округа, помощник начальника УРКМ НКВД Татарской АССР , Воронежской области, председатель Воронежского горисполкома, 2-й секретарь Воронежского горкома ВКП(б), начальник УНКВД Воронежской области.
Избирался депутатом Верховного Совета СССР 1-го созыва.
Погиб на фронте в 1941 году.